# Hadancourt-le-Haut-Clocher
Hadancourt-le-Haut-Clocher est une commune française située dans le département de l'Oise en région Hauts-de-France.

## Géographie

### Description

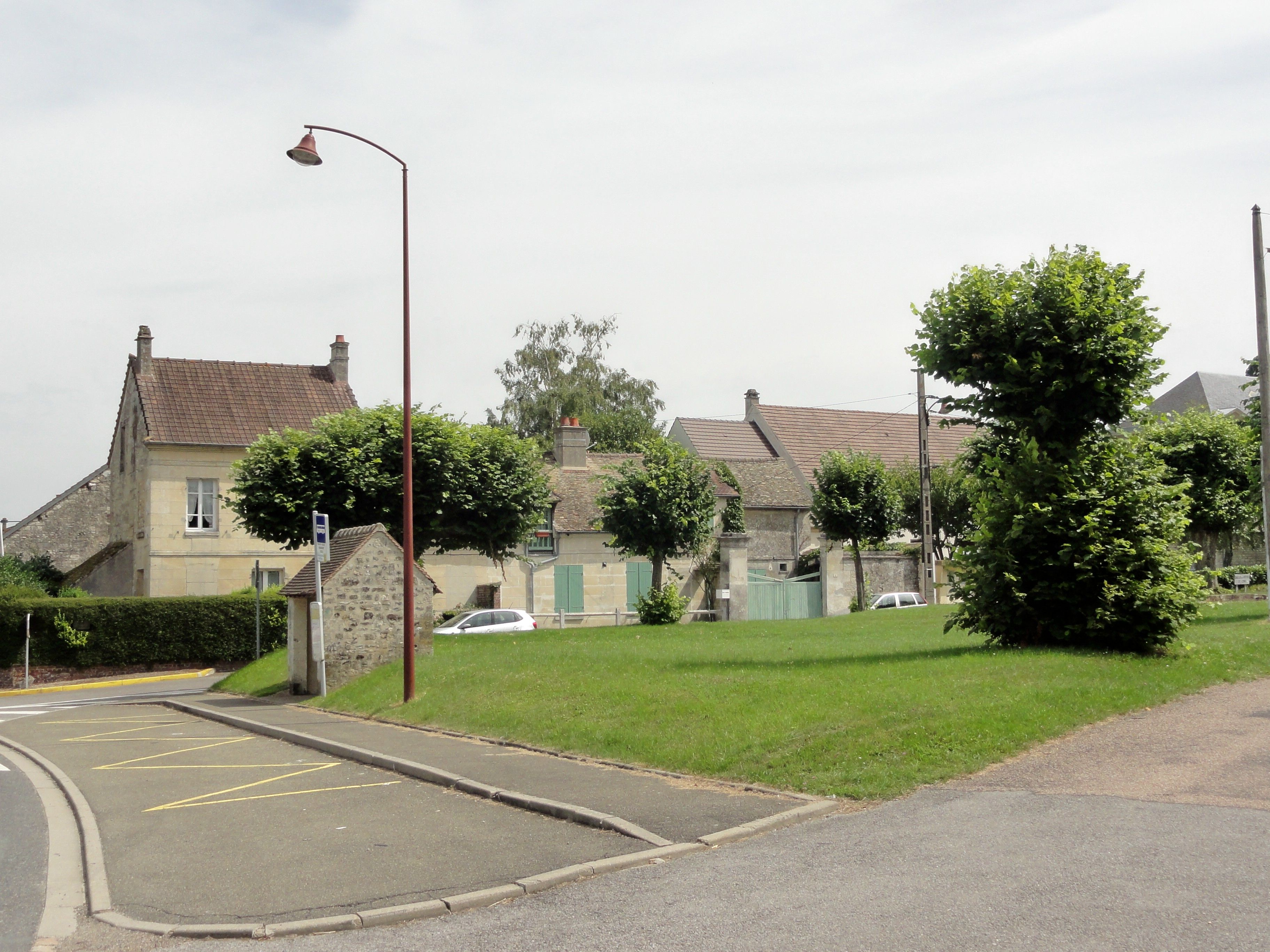
Ambiance du village : la rue de la Croix du Bellay.

Hadancourt-le-Haut-Clocher est une commune rurale du Vexin français située à l'extrémité sud-ouest du département de l'Oise et limitrophe du département du Val-d'Oise.
D'un relief varié, son point culminant est le bois de la Molière. Depuis le point de vue de Saint-Cyr, au hameau de Lèvemont, on peut admirer un panorama très étendu sur le Nord-Ouest de la région parisienne, et y apercevoir par temps clair la tour Eiffel, à 50 km à vol d'oiseau.
| Ville                            | Commentaire                     | Département | Code | Distance |
| Magny-en-Vexin                   | Marché, commerces               | Val-d'Oise  | 95   | 4 km     |
| Chars                            | Gare SNCF, commerces            | Val-d'Oise  | 95   | 7 km     |
| Chaumont-en-Vexin                | Chef-lieu, commerces, gare SNCF | Oise        | 60   | 9 km     |
| Gisors                           | Marché, commerces, gare SNCF    | Eure        | 27   | 12 km    |
| Cergy-Pontoise                   | Grande agglomération            | Val-d'Oise  | 95   | 27 km    |
| Beauvais                         | Préfecture, aéroport            | Oise        | 60   | 48 km    |
| Paris                            | Capitale                        | Paris       | 75   | 65 km    |
| Aéroport Paris-Charles-de-Gaulle | Aéroport international          | Val d'Oise  | 95   | 75 km    |

### Communes limitrophes
Les communes limitrophes sont  Boubiers, Lierville, Nucourt et Serans.
| Serans |                            | Boubiers  |
| Serans | Hadancourt-le-Haut-Clocher | Lierville |
| Serans | Nucourt Val-d'Oise         |           |

### Hydrographie
La commune est située dans le bassin Seine-Normandie. Elle n'est drainée par aucun cours d'eau,.

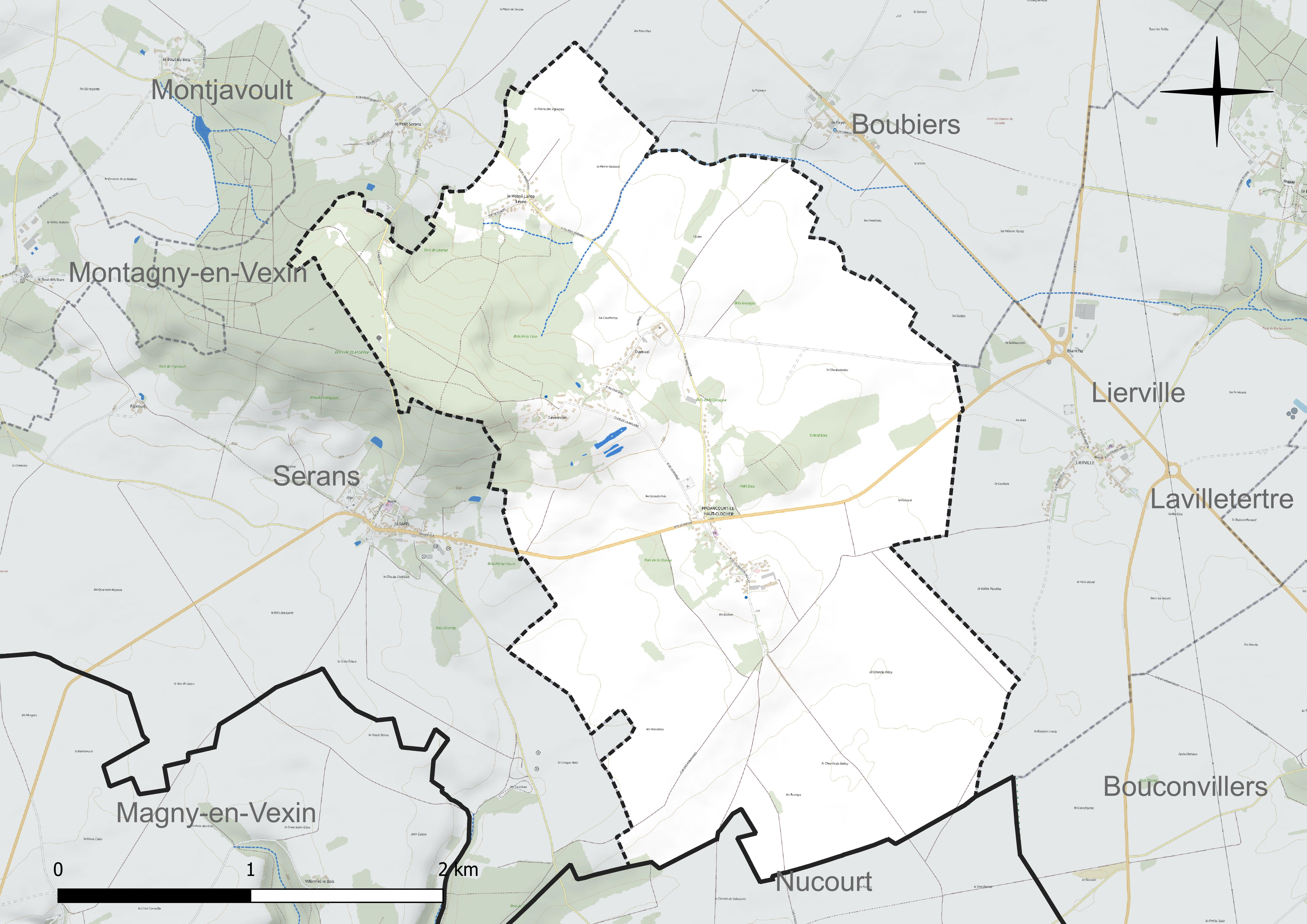
Réseau hydrographique de Hadancourt-le-Haut-Clocher.

### Climat
Pour des articles plus généraux, voir Climat des Hauts-de-France et Climat de l'Oise.
En 2010, le climat de la commune est de type climat océanique dégradé des plaines du Centre et du Nord, selon une étude du CNRS s'appuyant sur une série de données couvrant la période 1971-2000. En 2020, Météo-France publie une typologie des climats de la France métropolitaine dans laquelle la commune est exposée à un climat océanique et est dans la région climatique Sud-ouest du bassin Parisien, caractérisée par une faible pluviométrie, notamment au printemps (120 à 150 mm) et un hiver froid (3,5 °C).
Pour la période 1971-2000, la température annuelle moyenne est de 10,6 °C, avec une amplitude thermique annuelle de 14,5 °C. Le cumul annuel moyen de précipitations est de 744 mm, avec 11,1 jours de précipitations en janvier et 8,3 jours en juillet. Pour la période 1991-2020, la température moyenne annuelle observée sur la station météorologique la plus proche, située sur la commune de Jaméricourt à 13 km à vol d'oiseau, est de 11,0 °C et le cumul annuel moyen de précipitations est de 695,7 mm,. Pour l'avenir, les paramètres climatiques de la commune estimés pour 2050 selon différents scénarios d'émission de gaz à effet de serre sont consultables sur un site dédié publié par Météo-France en novembre 2022.

## Urbanisme

### Typologie
Au 1er janvier 2024, Hadancourt-le-Haut-Clocher est catégorisée commune rurale à habitat dispersé, selon la nouvelle grille communale de densité à sept niveaux définie par l'Insee en 2022.
Elle est située hors unité urbaine. Par ailleurs la commune fait partie de l'aire d'attraction de Paris, dont elle est une commune de la couronne,.

### Occupation des sols

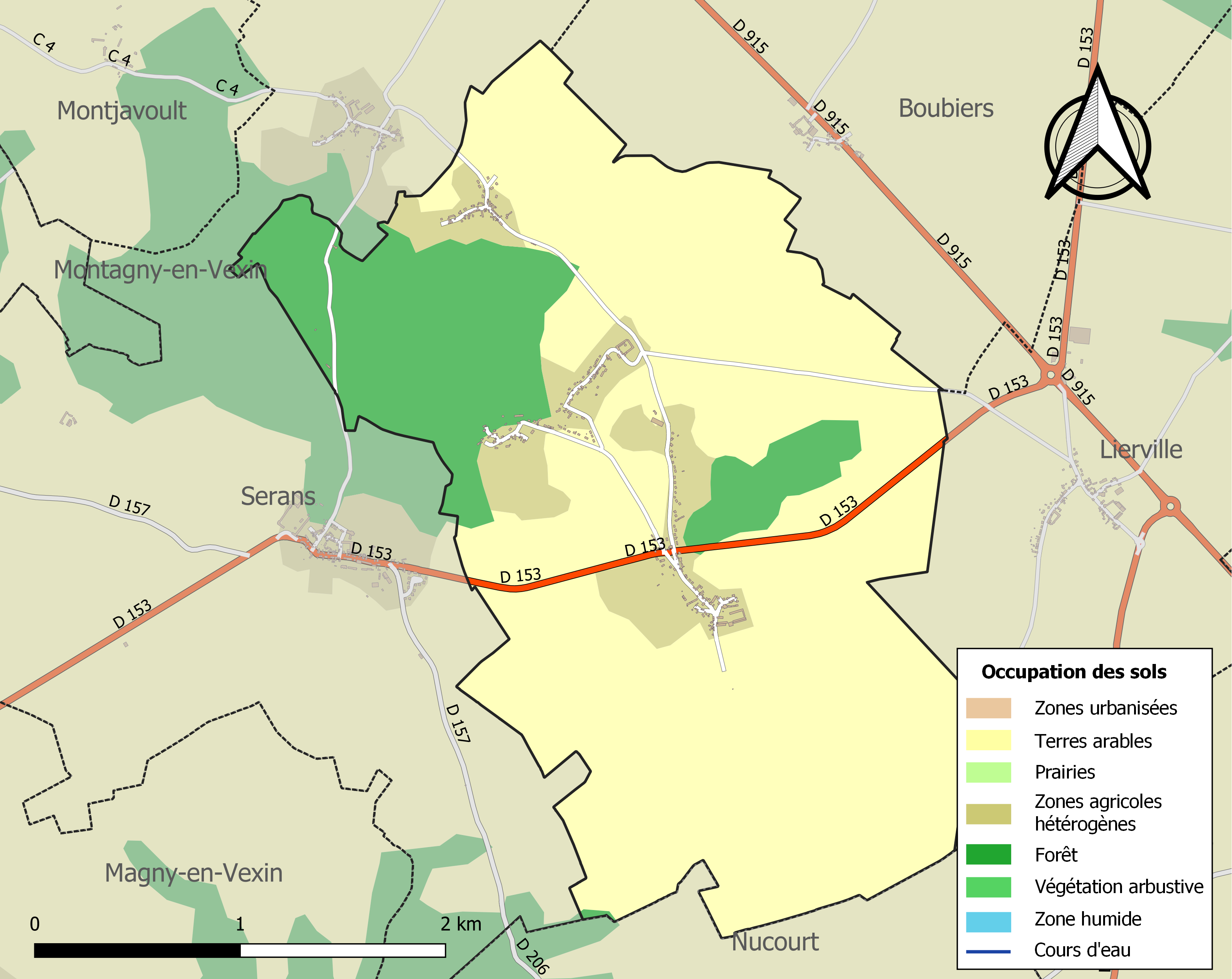
Carte des infrastructures et de l'occupation des sols de la commune en 2018 (CLC).

L'occupation des sols de la commune, telle qu'elle ressort de la base de données européenne d'occupation biophysique des sols Corine Land Cover (CLC), est marquée par l'importance des territoires agricoles (82,3 % en 2018), une proportion identique à celle de 1990 (82,3 %). La répartition détaillée en 2018 est la suivante :
terres arables (72,8 %), forêts (17,7 %), zones agricoles hétérogènes (9,5 %). L'évolution de l'occupation des sols de la commune et de ses infrastructures peut être observée sur les différentes représentations cartographiques du territoire : la carte de Cassini (XVIIIe siècle), la carte d'état-major (1820-1866) et les cartes ou photos aériennes de l'IGN pour la période actuelle (1950 à aujourd'hui).

### Lieux-dits, hameaux et écarts
La commune se compose du village et de trois hameaux : Damval, Lèvemont, le Mesnil-Lance Levée.

### Habitat et logement
En 2018, le nombre total de logements dans la commune était de 175, alors qu'il était de 159 en 2013 et de 147 en 2008.
Parmi ces logements, 86,8 % étaient des résidences principales, 7,8 % des résidences secondaires et 5,4 % des logements vacants. Ces logements étaient pour 98,8 % d'entre eux des maisons individuelles et pour 1,2 % des appartements.
Le tableau ci-dessous présente la typologie des logements à Hadancourt-le-Haut-Clocher en 2018 en comparaison avec celle de l'Oise et de la France entière. Une caractéristique marquante du parc de logements est ainsi une proportion de résidences secondaires et logements occasionnels (7,8 %) supérieure à celle du département (2,5 %) mais inférieur à celle de la France entière (9,7 %). Concernant le statut d'occupation de ces logements, 91 % des habitants de la commune sont propriétaires de leur logement (91,7 % en 2013), contre 61,4 % pour l'Oise et 57,5 % pour la France entière.
| Typologie                                               | Hadancourt-le-Haut-Clocher | Oise | France entière |
| ------------------------------------------------------- | -------------------------- | ---- | -------------- |
| Résidences principales (en %)                           | 86,8                       | 90,4 | 82,1           |
| Résidences secondaires et logements occasionnels (en %) | 7,8                        | 2,5  | 9,7            |
| Logements vacants (en %)                                | 5,4                        | 7,1  | 8,2            |

### Voies de communication et transports
La commune est desservie par les axes de circulation suivants :
- la RD 153 : route de Beauvais à Mantes-la-Jolie[10],
- la D 915 , qui est le tracé initial de l'ancienne RN 15 : route de Pontoise à Dieppe qui passe à 2 km, à Lierville, au carrefour de « Branchu »,

Par les autoroutes A15, ou bien A13 / A14, Hadancourt-le-Haut-Clocher est à seulement une heure du centre de Paris.
La commune est desservie, en 2023, par les lignes 6106, 6133 et 6146 du réseau interurbain de l'Oise. Elle est également desservie par la ligne 95-46 du réseau de bus du Vexin.
Le sentier de grande randonnée GR 11 y passe.

## Toponymie
Le nom de la localité est attesté sous les formes apud villam que dicitur Hadencuria (vers 1160) ; Lambertus presbiter de Hadencurt (1188) ; de hadencort (1237) ; hadencuria (1240) ; Hadencuria (1266) ; Hadancourt le haut clocher (1777) ; Hadancourt le Haut Clocher (1942).
Le clocher, qui donne son nom au village, mesure 33 mètres de haut et trône à 138 mètres d'altitude. Il a dû être reconstruit plusieurs fois à cause des intempéries et tempêtes.
Le hameau Le Mesnil-Lance Levée doit son nom à un seigneur du XIe siècle : Gauthier Lance Levée.
On attribue à Damval la signification de « val de la Dame ».
Le hameau de Lèvemont a vu son accent voyager au cours des siècles. Il doit son nom à sa situation naturelle en hauteur, sur le rebord d'un relief important d'où l'on domine tout le voisinage, appelé la Molière de Serans.

## Histoire

### Antiquité
Une voie romaine traversait le territoire communal du nord-est au sud-ouest : sans doute la voie de Beauvais (60, Oise), Caesaromagus, vers Chartres (28, Eure-et-Loir), Autricum, par Saint-Clair-sur-Epte (95, Val-d'Oise), Petromantalum.
Des vestiges gallo-romains ont été trouvés dans différents lieux de la commune : en bordure du CD 153 (route de Beauvais à Mantes-la-Jolie 78, Yvelines), au lieu-dit « chemin de Lierville » cinq sites gallo-romains présentant des céramiques ; près des « Grands Bois », et au sud du village près du vieux chemin vers Nucourt (95, Val-d'Oise), des tegulae et imbrices (tuiles plates ou rondes) ; au sud-ouest, sans doute les restes de trois bâtiments. Mais c'est à la limite des communes de Hadancourt et de Serans (60, Oise) qu'a été mis au jour un site gallo-romain remarquable, comportant au moins dix bâtiments, dont l'importance est attestée par la découverte de tubuli et d'un hypocauste (chauffage central gallo-romain), ainsi que de nombreux morceaux de céramique, dont certains signés. Les sources de Lèvemont ont été captées pour alimenter l'ensemble du site.

### Ancien Régime

#### Les seigneurs
Parmi les seigneurs ayant eu en possession les terres de Hadancourt, les Gaudechard (ou Godechar) de Bachivillers (60, Oise), sont seigneurs vers 1470.
Dans la première moitié du XVIe siècle, les hameaux du Mesnil-Lance Levée et de Damval ont pour seigneur Ferry de Boulainvilliers, très vraisemblablement à la suite de son mariage vers 1530 avec Isabelle de Mornay de Buhy, les Mornay étant apparentés aux Gaudechart de Bachivillers. Les Boulainvilliers conservent ces domaines jusque dans la première moitié du XVIIe siècle, avec notamment Philippe de Boulainvilliers, seigneur de Damval (alors orthographié "Dampval"), marié à Denise de Fossés en 1592, et Léonor/Léonard de Boulainvilliers-Dampval, chevalier de Malte.
Par la suite, Hadancourt, Lèvemont et Damval ont appartenu au XVIIIe siècle à la famille Pasquier de Franclieu par Alexis Pasquier de Franclieu, dont la fille Charlotte Élisabeth épouse en 1724 Pierre-Anne de Courten († 1744 à Kembs, dans l'actuel département du Haut-Rhin). La famille de Courten qui est originaire du Valais suisse transmet ensuite, toujours par alliance, ses possessions dans le Vexin à la famille Le Bouteiller de Cléry de Serans à l'occasion du mariage en 1746 de leur fille Elisabeth-Claire de Courten avec son cousin germain Charles-Alexis de Cléry de Serans. Le fils de Charles-Alexis et d'Elisabeth-Claire, Charles-François de Cléry, naquit à Damval le 24 mars 1748, et deviendra à 52 ans, en 1800, maire de Serans.
Notons que le manoir seigneurial de Hadancourt avait, lui, cessé d'exister bien longtemps avant la Révolution.

### Les hameaux
Damval correspond à une ancienne seigneurie (évoquée ci-dessus), dont le manoir a été détruit vers 1780. La chapelle qui en dépendait était encore visible vers le milieu du XIXe siècle. Un plan de 1811 en montre encore des bâtiments.
Lèvemont était le siège d'un prieuré (ou cure) sous patronage de l'abbaye de Saint-Germer-de-Fly (60, Oise). Le bâtiment subsiste sous la forme d'une jolie propriété, que l'on voit en arrivant à Lèvemont. Entourée dans le passé de nombreuses maisons, se tenait à Lèvemont une église paroissiale dédiée à saint Cyr et sainte Julitte (et non Juliette), martyrs du IVe siècle. Ornée notamment de chapiteaux romans historiés, grossièrement sculptés, l'historien Frion, en 1859, date son origine du XIe siècle, et Régnier, en 1921, en fait une description très détaillée. Lèvemont compte 22 feux en 1712, 24 en 1789, soit un peu plus de 80 habitants, mais dont 10 ont besoin d'assistance.

À la Révolution française, Lèvemont est institué comme commune. Mais en 1806, ses habitants demandent leur rattachement à Hadancourt par lettre au préfet. Cette fusion ne sera toutefois obtenue qu'une vingtaine d'années plus tard, par ordonnance royale du 31 mars 1825.
En 1853, l'église de Lèvemont, devenue chapelle, n'est plus entretenue, et la commune décide d'en faire démolir une partie pour réparer l'autre. Un siècle plus tard, vers 1970, la chapelle tombe presque en ruine, et la municipalité n'ayant pas les moyens de la restaurer, trouve un moyen original de la sauvegarder : elle est vendue au baron Bich (inventeur des stylos à bille «BiC»), qui la fait démonter pierre par pierre puis reconstruire à l'identique dans sa propriété du manoir Saint-Germain (XVe siècle), à Verberie (60, Oise). L'existence d'un trésor de Lèvemont est évoquée dans les archives de la généralité de Rouen en 1694, ce qui peut faire rêver.
Actuellement entièrement constituée de bois, la Molière de Serans était par le passé un «commun» entre les paroisses de Serans (60, Oise), Montjavoult (60, Oise), Montagny-en-Vexin (60, Oise), Lèvemont et Hadancourt. Vers 1784, elle s'étendait sur 1100 arpents, soit environ 500 hectares, le quart en pâturages, le reste de boqueteaux au milieu des bruyères où venaient paître les moutons. On y extrayait aussi la meulière servant à bâtir. À partir de 1820, les communes concernées souhaitant un partage de ce territoire commun, procèdent aux opérations d'arpentage, ce qui ne va pas sans conflits. Ce n'est qu'en 1829, par ordonnance de Charles X, que sera rendu exécutoire le partage du « communal » de la Molière de Serans.

### Époque contemporaine
La pointe démographique que connaît la commune dans le premier quart du XIXe siècle est suivie par un déclin qui se poursuit jusqu'au milieu du XXe siècle. Les petits métiers et les artisans s'organisent autour de la vie rurale. Les occupations des habitants d'Hadancourt sont : bimbelotier (fondeur de petits objets en étain), tonnelier, chaudronnier, tourneur sur bois, matelassier, scieur de long, tisserand, charron, bergers (et bergères), fabricant de menus cordages, jardinier, mais aussi cabaretiers : Hadancourt comptait deux cafés en 1900.
Au milieu du XIXe siècle, presque toutes les habitations d'Hadancourt sont couvertes de chaume, ce qui a justifié la création d'une compagnie de sapeurs-pompiers volontaires, composée de 15 hommes engagés pour cinq ans. La commune possède à cette époque un presbytère, un lavoir, et 29,5 ha de terres et de friches sur la Molière de Serans. Elle possède également une « maison d'école », qui se trouvait alors 5, impasse des Rosiers, mais le logement pour l'instituteur n'eut une cheminée qu'en 1854. En 1869, la municipalité entreprend la construction d'une nouvelle école avec salle de mairie, qui sera complètement achevée en 1875. La classe de 1875 comptait 55 élèves (34 payants, et 21 gratuits). Lorsqu'en 1934 la jeune institutrice, Mme Édouard (née Marie-Thérèse Dumery, 1913-1998), prend sa première classe, celle-ci ne compte plus que 34 élèves. Notons qu'à la mémoire de celle qui fut l'institutrice du village pendant toute sa carrière, son nom a été donné à l'école communale.
Avec le XXe siècle, mais surtout après la 2nde guerre mondiale, on assiste à l'arrivée de la civilisation moderne : véhicules à moteurs, tracteurs, mais également la disparition des petites fermes du village, absorbées par des exploitations plus grandes. Des maisons se transforment en résidences secondaires à partir des années 1950-1960, et puis à partir des années 1970 à 1990, l'on voit de nouveaux habitants s'installer, qui résident à la campagne tout en travaillant en ville. Le village et ses hameaux offrent un cadre de vie préservé, tout en aménageant le confort de ses habitants : le syndicat intercommunal des eaux a été créé en 1953, et avec lui les châteaux d'eau de Hadancourt et de Lèvemont, le captage étant fait près de la Croix du Bellay. La voirie de la commune, s'étendant sur plus de 8 km, est élargie dans sa quasi-totalité pour faciliter la circulation automobile.

## Politique et administration

### Rattachements administratifs et électoraux

#### Rattachements administratifs
La commune se trouve depuis 1926 dans l'arrondissement de Beauvais du département de l'Oise.
Elle faisait partie depuis 1801 du canton de Chaumont-en-Vexin. Dans le cadre du redécoupage cantonal de 2014 en France, cette circonscription administrative territoriale a disparu, et le canton n'est plus qu'une circonscription électorale.

#### Rattachements électoraux
Pour les élections départementales, la commune fait partie depuis 2014 d'un nouveau canton de Chaumont-en-Vexin porté de 37 à 72 communes
Pour l'élection des députés, elle fait partie de la deuxième circonscription de l'Oise.

### Intercommunalité
Hadancourt-le-Haut-Clocher est membre de la communauté de communes du Pays du Coquelicot, un établissement public de coopération intercommunale (EPCI) à fiscalité propre créé en 2000 et auquel la commune avait transféré un certain nombre de ses compétences, dans les conditions déterminées par le code général des collectivités territoriales.

### Liste des maires
| Période                                  | Période                   | Identité          | Étiquette | Qualité                                      |
| ---------------------------------------- | ------------------------- | ----------------- | --------- | -------------------------------------------- |
| Les données manquantes sont à compléter. |                           |                   |           |                                              |
|                                          |                           |                   |           |                                              |
| avant 1988                               |                           | Roger Radet       |           |                                              |
|                                          |                           |                   |           |                                              |
| mars 2001                                | En cours (au 6 juin 2023) | Michel Letailleur |           | Retraité PSA Réélu pour le mandat 2020-2026, |

## Population et société

### Démographie

#### Évolution démographique
L'évolution du nombre d'habitants est connue à travers les recensements de la population effectués dans la commune depuis 1793. Pour les communes de moins de 10 000 habitants, une enquête de recensement portant sur toute la population est réalisée tous les cinq ans, les populations de référence des années intermédiaires étant quant à elles estimées par interpolation ou extrapolation. Pour la commune, le premier recensement exhaustif entrant dans le cadre du nouveau dispositif a été réalisé en 2006.

En 2022, la commune comptait 379 habitants, en évolution de +4,99 % par rapport à 2016 (Oise : +0,87 %, France hors Mayotte : +2,11 %).
| 1793 | 1800 | 1806 | 1821 | 1831 | 1836 | 1841 | 1846 | 1851 |
| ---- | ---- | ---- | ---- | ---- | ---- | ---- | ---- | ---- |
| 258  | 245  | 307  | 285  | 327  | 337  | 355  | 354  | 330  |

| 1856 | 1861 | 1866 | 1872 | 1876 | 1881 | 1886 | 1891 | 1896 |
| ---- | ---- | ---- | ---- | ---- | ---- | ---- | ---- | ---- |
| 319  | 308  | 313  | 301  | 305  | 265  | 265  | 275  | 237  |

| 1901 | 1906 | 1911 | 1921 | 1926 | 1931 | 1936 | 1946 | 1954 |
| ---- | ---- | ---- | ---- | ---- | ---- | ---- | ---- | ---- |
| 218  | 231  | 222  | 162  | 174  | 177  | 216  | 154  | 153  |

| 1962 | 1968 | 1975 | 1982 | 1990 | 1999 | 2006 | 2011 | 2016 |
| ---- | ---- | ---- | ---- | ---- | ---- | ---- | ---- | ---- |
| 131  | 132  | 184  | 221  | 304  | 355  | 353  | 367  | 361  |

| 2021 | 2022 | - | - | - | - | - | - | - |
| ---- | ---- | - | - | - | - | - | - | - |
| 377  | 379  | - | - | - | - | - | - | - |

#### Pyramide des âges
La population de la commune est relativement jeune.
En 2018, le taux de personnes d'un âge inférieur à 30 ans s'élève à 33,4 %, soit en dessous de la moyenne départementale (37,3 %). À l'inverse, le taux de personnes d'âge supérieur à 60 ans est de 20,4 % la même année, alors qu'il est de 22,8 % au niveau départemental.
En 2018, la commune comptait 199 hommes pour 176 femmes, soit un taux de 53,07 % d'hommes, largement supérieur au taux départemental (48,89 %).
Les pyramides des âges de la commune et du département s'établissent comme suit.
| Hommes | Classe d’âge | Femmes |
| ------ | ------------ | ------ |
| 0,5    | 90 ou +      | 0,6    |
| 2,7    | 75-89 ans    | 4,9    |
| 14,3   | 60-74 ans    | 18,1   |
| 26,2   | 45-59 ans    | 26,7   |
| 17,6   | 30-44 ans    | 22,3   |
| 17,1   | 15-29 ans    | 13,5   |
| 21,5   | 0-14 ans     | 13,9   |

| Hommes | Classe d’âge | Femmes |
| ------ | ------------ | ------ |
| 0,5    | 90 ou +      | 1,4    |
| 5,5    | 75-89 ans    | 7,6    |
| 15,6   | 60-74 ans    | 16,3   |
| 20,8   | 45-59 ans    | 20     |
| 19,4   | 30-44 ans    | 19,4   |
| 17,6   | 15-29 ans    | 16,2   |
| 20,6   | 0-14 ans     | 19,1   |

## Culture locale et patrimoine

### Lieux et monuments

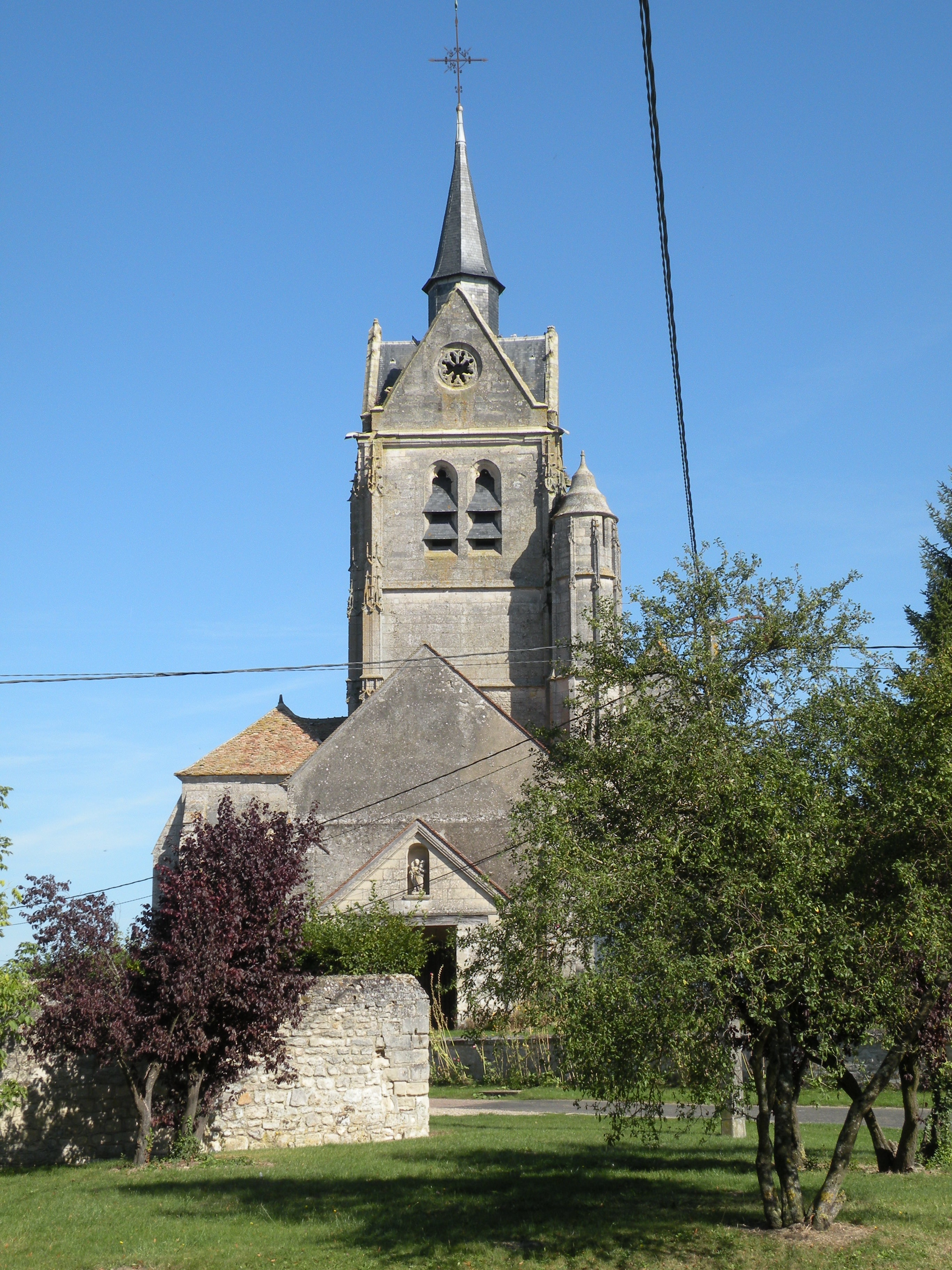
Église Saint-Martin.

Hadancourt-le-Haut-Clocher compte un monument historique sur son territoire : 
- Église Saint-Martin (classée monument historique par arrêté du 23 septembre 1922[28]) : Elle est en grande partie issue de la reconstruction après la guerre de Cent Ans, et de style majoritairement gothique flamboyant. Les maçonneries de la nef remontent toutefois au deuxième quart du XIIe siècle, et indiquent les origines romanes de l'édifice, et la deuxième travée du chœur date du début du XIIIe siècle, et affiche le style gothique. L'église Saint-Martin est l'un des rares édifices du Vexin français qui furent munis d'un transept au XVIe siècle alors qu'ils en étaient dépourvus auparavant. Elle se distingue notamment par son plan, qui montre un éclatant déséquilibre entre la nef des fidèles et les parties orientales : la première ne compte que deux travées sans bas-côtés, tandis que les dernières comportent un vaisseau central de trois travées, dont les deux premières s'accompagnent de collatéraux voûtées à la même hauteur. L'architecture de l'étage de beffroi du clocher est soignée, et ses quatre pignons sont insolites au nord de Paris, mais sa hauteur de 33 m n'est pas aussi exceptionnelle que le suggère le nom de la commune[14].

On peut également signaler : 

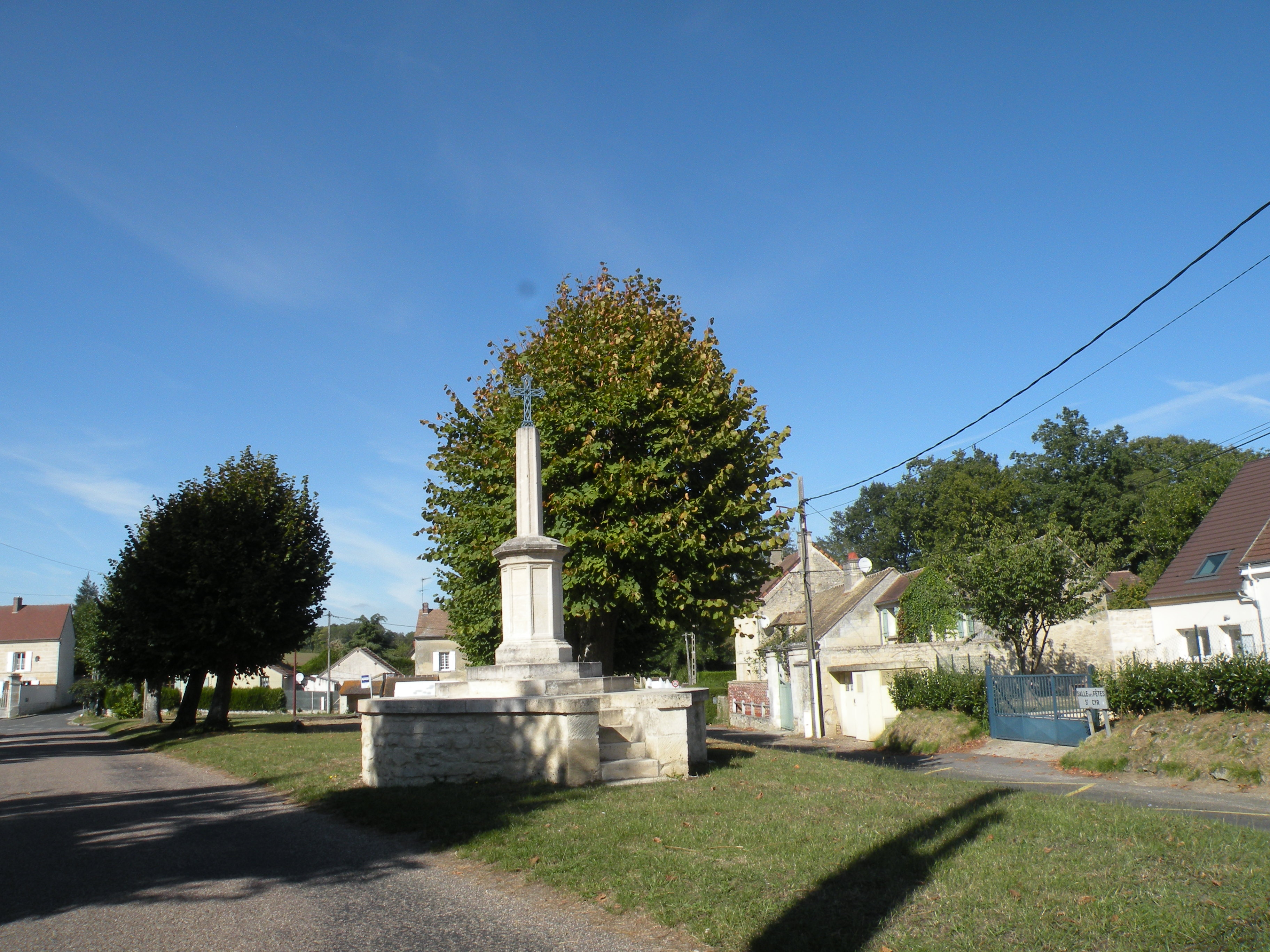
Calvaire en face de la mairie.

- Grange aux Dîmes : bâtisse située derrière l'église, avec cour et dépendance, dont il ne reste que les murs en moellons et chaînage de pierre de taille. Le mur donnant sur la rue de l'Eglise, très penché en surplomb, enserre l'ancien grand porche d'entrée voûté. Cette grange aux Dîmes dépendait du chapitre de Mantes (78, Yvelines), et elle a été vendue à la Révolution comme bien national. Elle fut alors mesurée comme faisant 64 pieds de long, 26 de large, et 18 de haut[15].
- Calvaires, croix : les calvaires de la commune ont fait l'objet d'un programme de réhabilitation des petits édifices ruraux dans les années 1980[15].
  - À Damval, calvaire dans la rue montant à Lèvemont (1887)
  - À Lèvemont, calvaire (1874) avec, en avant du piédestal, l'inscription « CRUX AVE SPES UNICA ».
  - Sur le tertre communal de Lèvemont, calvaire de pierre ancien. Un petit campanile construit dans les années 1990 commémore l'emplacement de l'ancienne chapelle Saint-Cyr (voir paragraphe Histoire).
  - Au Mesnil-Lance-Levée : deux croix : l'une dans le carrefour (1866) (inscription « CRUX AVE SPES UNICA »), l'autre dans la rue conduisant à la Molière.
  - Croix à la Molière (1870) : sur la pente septentrionale de la montagne appelée Molière de Serans, au bord du bois et près de la sente qui va de Serans au Bout du Bois, une croix en fer portée sur un fût octogonal en pierre reposant sur un socle carré a été érigée sur l'emplacement d'un cimetière gallo-romain ou franc découvert à cette époque. On lit sur le socle notamment l'inscription : Aux malheureux trouvés dans ce terrain, priez Dieu pour eux.
  - Calvaires face à la mairie et devant l'église, datant de 1880-1890.
  - Calvaire au cimetière, datant du XVIIe siècle, déplacé avec le cimetière, qui était anciennement situé autour de l'église.
  - Calvaire à la Croix du Bellay (2de moitié du XIXe siècle) : près d'un bois à l'extrémité sud-est de la rue formant l'axe longitudinal du village, laquelle a reçu le nom de rue de la Croix du Bellay dans les années 1980.
- Presbytère : construit entre 1852 et 1854 à l'emplacement de l'ancien, tombé en vétusté, il est depuis 1920 une propriété privée (donne sur le tertre près du monument aux morts)[15].

### Gastronomie
Une brasserie artisanale installée dans le village depuis 2018 produit une bière blonde dénommée « Immortelle », qui a été labelisée « meilleure bière de France » par les World Beer Awards la même année,.

### Héraldique
| Blason de Hadancourt-le-Haut-Clocher | Blason  | D'or à l'église du lieu d'azur ; au chef du même chargé de trois flèches basses d'argent. |
| Blason de Hadancourt-le-Haut-Clocher | Détails | Le statut officiel du blason reste à déterminer.                                          |

## Pour approfondir